# Tedo Zibzibadze

a Compétitions nationales et continentales officielles uniquement.

b Matchs officiels uniquement.
Dernière mise à jour le 29 mars 2018.
Tedo Zibzibadze (en géorgien : თედო ზიბზიბაძე et phonétiquement en français : Tédo Zibzibadzé), né le 6 août 1980 à Koutaïssi (Géorgie), est un joueur international géorgien de rugby à XV évoluant au poste de centre au CA Périgueux.

## Carrière de joueur

### En équipe nationale
Il fait son premier match international avec l'équipe de Géorgie le 26 janvier 2000 contre l'Équipe d'Italie.

## Palmarès

### En club
- Finaliste de Fédérale 1 : 2011

### En équipe nationale
- 77 sélections depuis 2000.
- 115 points (23 essais).
- Sélections par année: 4 en 2000, 7 en 2001, 7 en 2002, 9 en 2003, 6 en 2004, 4 en 2005, 5 en 2009, 10 en 2010, 8 en 2011
- Participation en Coupe du monde:
  - 2003 : 3 sélections (Angleterre, Samoa, Uruguay)
  - 2011 : 4 sélections (Écosse, Angleterre, Roumanie, Argentine)